# Typhlops naugus
Espèce
Synonymes
- Typhlops richardii naugus Thomas, 1966
- Antillotyphlops naugus (Thomas, 1966)

Typhlops naugus est une espèce de serpents de la famille des Typhlopidae. 

## Répartition
Cette espèce est endémique des îles Vierges britanniques. Elle se rencontre sur Virgin Gorda.

## Description
Le mâle holotype mesure 243 mm dont 8 mm pour la queue.

## Publication originale
- Thomas, 1966 : A reassessment of the Virgin Islands Typhlops with the description of two new subspecies. Revista de Biologia Tropical, vol. 13, no 3, p. 187-201 (texte intégral).